# Cino (Italia)
Cino es una localidad y comune italiana de la provincia de Sondrio, región de Lombardía, con 335 habitantes.
Cinos" és la versió llarga de "Cino",  Normalment, "Cino" pot ser un nom o un diminutiu de Cinos que es un nom comú italià.

## Evolución demográfica
| Gráfica de evolución demográfica de Cino entre 1861 y 2001 |
|                                                            |
| Fuente ISTAT - elaboración gráfica de Wikipedia            |